# Let Me Love You (песня Арианы Гранде)
«Let Me Love You» (с англ. — «Позволь мне любить тебя») ― сингл певицы Арианы Гранде при участии рэпера Лил Уэйна с её третьего студийного альбома Dangerous Woman (2016). Песня была выпущена в качестве второго промо-сингла с альбома 18 апреля 2016 года.

## История создания
Песня была написана и записана в конце 2014 года, как заявила Гранде во время интервью с Райаном Сикрестом. Позже, 11 марта 2016 года, она раскрыла название четырёх треков из списка композиций альбома, одним из которых была песня «Let Me Love You», в которой рэпер Лил Уэйн был приглашенным исполнителем. Уэйн ранее читал рэп о Гранде в своем треке «London Roads» со своего альбома Free Weezy Album (2015). Десять дней спустя Гранде опубликовала фрагмент трека в своем аккаунте Snapchat. 18 апреля 2016 года сингл был выпущен в качестве второго промо-сингла с альбома.

## Видеоклип
Несмотря на то, что песня не была выпущена в качестве сингла, музыкальное видео на песню было снято режиссёром Грантом Сингером и выпущено эксклюзивно на потоковой платформе Apple Music 15 мая 2016 года. Неделю спустя, 22 мая, музыкальное видео было выпущено на YouTube и канале Vevo. Музыкальное видео получило номинацию за лучшую совместную работу на MTV Video Music Awards 2016 года. 25 октября 2016 года оно превысило 100 миллионов просмотров, что сделало его тринадцатым музыкальным видео Гранде, сертифицированным Vevo, после «Side to Side».

## Чарты
| Чарт(2016)                             | ВЫсшая позиция |
| -------------------------------------- | -------------- |
| Australia (ARIA)                       | 88             |
| Канада (Billboard Canadian Hot 100)    | 73             |
| France (SNEP)                          | 164            |
| Portugal (AFP)                         | 76             |
| Шотландия (OCC Scotland)               | 86             |
| South Korea International Chart (Gaon) | 39             |
| Великобритания (OCC UK Hip Hop/R&B)    | 30             |
| США (Billboard Hot 100)                | 99             |

| Регион                                                                      | Сертификация | Продажи   |
| --------------------------------------------------------------------------- | ------------ | --------- |
| Польша (ZPAV)                                                               | Золотой      | 10 000    |
| Великобритания (BPI)                                                        | Серебряный   | 200 000   |
| США (RIAA)                                                                  | Платиновый   | 1 000 000 |
| Данные о продажах + прослушиваниях приведены только на основе сертификации. |              |           |